# Steina und Woody Vasulka

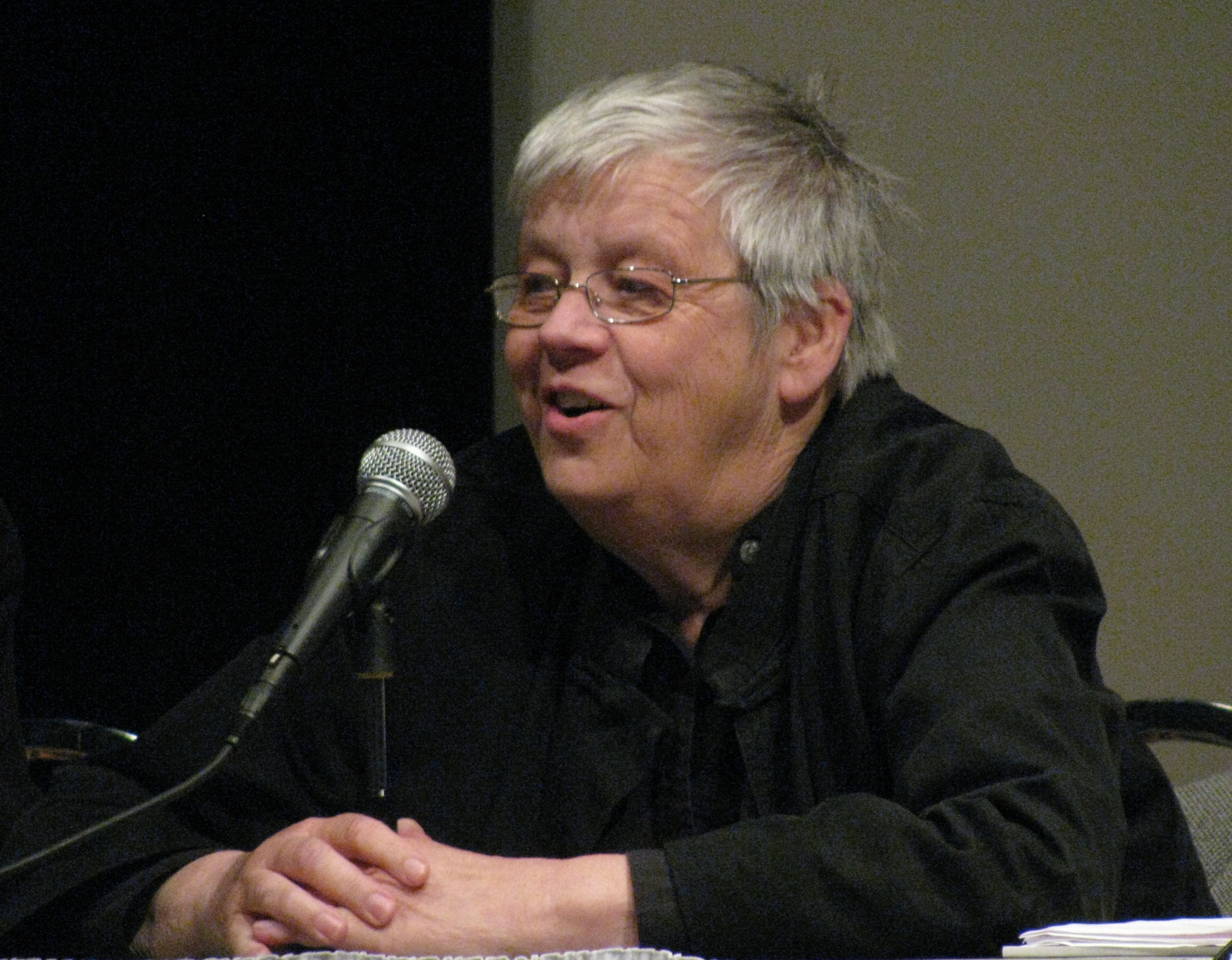
Steina Vasulka (2009)

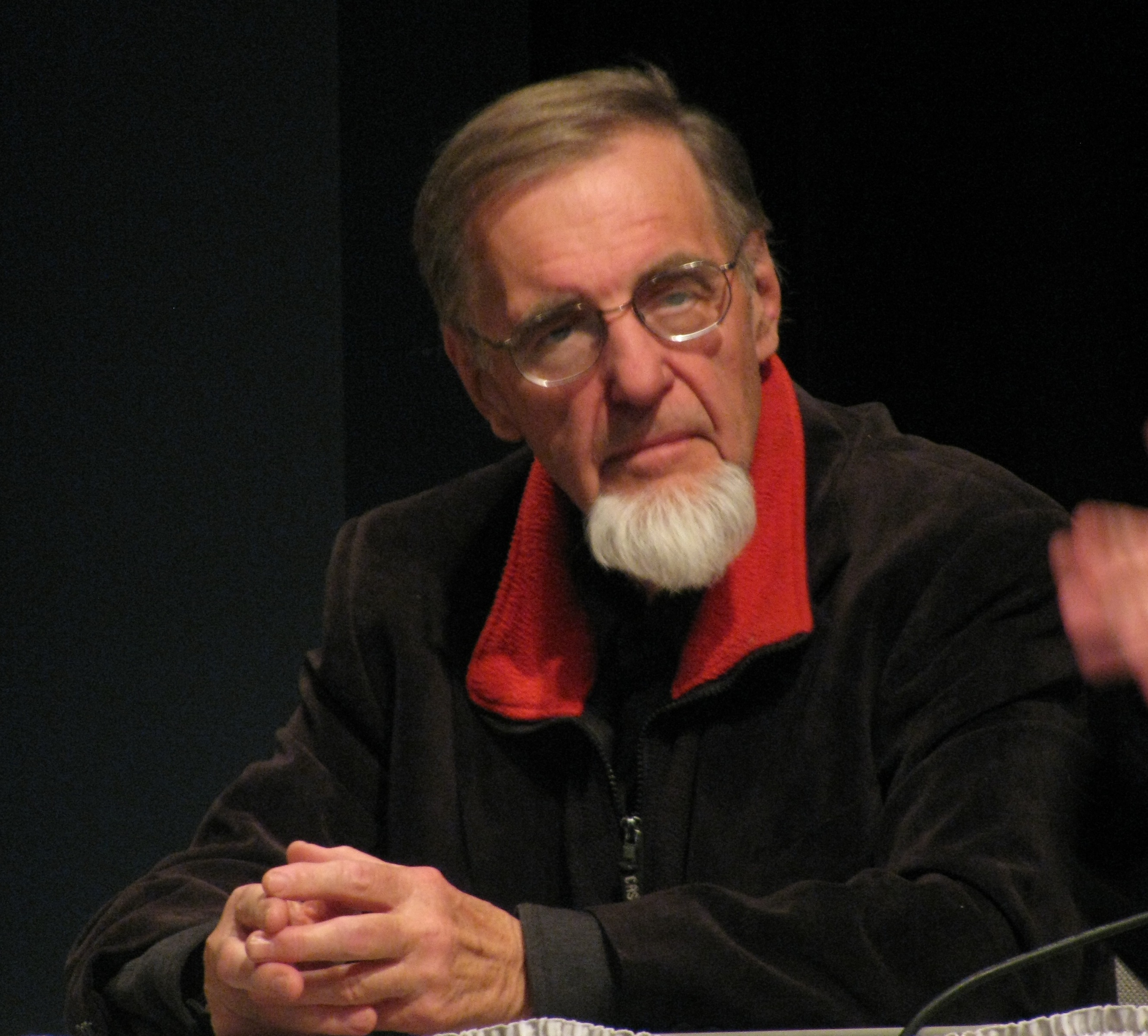
Woody Vasulka (2009)

Steina und Woody Vasulka waren ein isländisch-tschechisches Künstlerehepaar.

## Leben und Werk
Steina Vasulka (geborene Steinunn Briem Bjarnadóttir) wurde 1940 in Reykjavík, Island geboren. Sie studierte Sprachen, Musiktheorie und Klassische Violine. Sie machte 1959 den Abschluss am Prager Konservatorium und war Mitglied des Isländischen Sinfonieorchesters.
Woody Vasulka (Geburtsname: Bohuslav Vašulka) kam 1937 in Brünn, Tschechoslowakei zur Welt. Er studierte Industrial Engineering in Brünn und machte 1956 den Abschluss, bevor er sich in den Studiengang Fernsehen und Film an der Akademie der musischen Künste in Prag einschrieb.
In den frühen 1960er Jahren begegneten Steina und Woody sich in Prag und heirateten 1964. Sie zogen nach New York City. Steina gab Konzerte als Violinistin und Woody begann eigene Dokumentationen zu drehen und arbeitete zeitgleich für die Harvey Lloyd Productions. 1967 wirkte Woody Vasulka bei einer Videoinstallation auf einer Vielzahl von Monitoren mit, die die Architekten Woods und Ramirez für den Amerikanischen Pavillon auf der Expo 67 in Montreal entwickelten.
Von 1969 bis 1971 drehten die Vasulkas mit einer mobilen Portapak Videokamera bei Konzerten und Performances unter anderem in The Fillmore East. Mit dem Künstlerfreund Alfons Schilling entstanden 1970 gemeinsame Videoexperimente.  Zusammen mit Andrea Manick eröffneten sie 1971 The Kitchen in der ehemaligen Küche des Mercer Art Center in Greenwich Village. In diesem alternativen Zentrum für Videokunst, Musik und Performance waren zu sehen: Joan Jonas, Nancy Holt, Vito Acconci, Mary Lucier, Dara Birnbaum, Bill Viola, Gary Hill, Hermann Nitsch, Charlie Morrow, Gordon Mumma und viele andere.
Nachdem die Vasulkas 1973 nach Buffalo zogen, wurden Woody Vasulka 1974 und Steina Vasulka 1976 Professoren am Medienzentrum der State University of New York. Sie lehrten dort bis 1979.
Woody Vasulka starb am 19. Dezember 2019 in Santa Fe im Alter von 82 Jahren.

## Auszeichnungen (Auswahl)
- 1974: Guggenheim-Stipendium (Steina Vasulka)
- 1976: Guggenheim-Stipendium (Woody Vasulka)
- 1992: Maya Deren Award
- 1995: Siemens Medienkunstpreis, Zentrum für Kunst und Medientechnologie, Karlsruhe
- 1998: Ehrendoktorwürde des San Francisco Art Institute